# Roc Marciano
Roc Marciano, pseudonimo di Rakeem Calief Meyer (New York, 11 febbraio 1978), è un rapper e produttore discografico statunitense.
Originario di Long Island, Roc Marciano si fa un nome come rapper underground newyorkese, costruendo la propria carriera artistica attorno a «produzioni claustrofobiche, lunatiche e coscienziose e a testi pesantemente stilizzati» che l'hanno reso «uno dei rapper più sottovalutati» della scena hip hop.

## Biografia
Membro degli U.N. Crew e della Flipmode Squad di Busta Rhymes, cresce ad Hempstead, assorbendo il suono musicale hip hop di Long Island.
Busta Rhymes ascolta una sua cassetta e lo firma con la Flipmode Records, portandolo sul suo album Anarchy per un featuring con Raekwon e Ghostface Killah del Wu-Tang Clan nella traccia The Heist. In questo periodo, Roc Marciano fonda gli U.N., gruppo formato dai suoi amici del liceo (Mike Raw, Dino Brave e Laku) con cui produce il mixtape Strenght & Honor e l'album UN or U Out, prendendo parte a PeteStrumentals. Nonostante ciò, il gruppo si scioglie poco dopo.
Roc Marciano continua l'attività da solista e collabora agli album di GZA (Pro Tools) e Marco Polo (Port Authority), prima di pubblicare il suo primo album in studio, Marcberg (2010): il rapper di Long Island scrive e produce l'intero prodotto Il disco ottiene un ottimo riscontro dalla critica e dalla scena underground: Roc Marciano continua a collaborare con molti artisti (Prodigy, Wu-Tang Clan, PRhyme, De La Soul, Cormega, Czarface, Statik Selektah, Termanology, Action Bronson, The Alchemist, Evidence, Oh No, Freeway, Q-Tip e Guilty Simpson) e prende parte al supergruppo LUV NY al fianco di O.C., A.G. e Kool Keith.
I suoi album successivi, Reloaded (2012), Marci Beaucoup (2013) e Rosebudd's Revenge (2017) ricevono ulteriori plausi dai critici.

## Discografia

### Album da solista
Album in studio
- 2010 – Marcberg
- 2012 – Reloaded
- 2013 – Marci Beaucoup
- 2017 – Rosebudd's Revenge
- 2018 – RR2: The Bitter Dose
- 2018 – Behold a Dark Horse
- 2018 – Kaos (con DJ Muggs)
- 2019 – Marcielago
- 2020 – Mt. Marci
- 2022 - The Elephant Man's Bones (con The Alchemist)
- 2024 - The Skeleton Key (con The Alchemist)

EP
- 2011 – The Prophecy
- 2011 – Greneberg (con Grangrene (The Alchemist e Oh No) come Greneberg)

### Con gli U.N.
Album in studio
2004 – UN or U Out
Mixtapes
2004 – Strength & Honor